# Отрадное (Сумская область)
Отрадное (укр. Одрадне) — село, Берёзовская сельская община, Шосткинский район, Сумская область, Украина.
Код КОАТУУ — 5921581903. Население по переписи 2001 года составляло 2 человека .

## Географическое положение
Село Отрадное находится на расстоянии в 1,5 км от сёл Жалковщина, Поповщина и Горелое.